# تیزشاخ عربی
تیزشاخ عربی یا غزال اوریکس یا خَربُز (نام علمی: Oryx leucoryx) گونه‌ای از تیره گاوسانان و از سرده تیزشاخ بوده و بومی مناطق استپی و بیابانی در کشورهای سوریه، عراق، اسرائیل، اردن، و شبه جزیره عربستان است.که در دهه ۱۹۷۰ در حیات وحش منقرض شد اما تعدادی از آن در اسارت باقی مانده بودند و برنامه موفقیت‌آمیزی برای بازگرداندن آن‌ها به طبیعت اجرا شد و تا سال ۲۰۱۱ بیش از هزار رأس از این حیوان در حیات وحش عمان، قطر، عربستان، فلسطین، اسرائیل، اردن و امارات وجود دارد و ۶ تا ۷ هزار رأس نیز در اسارت نگهداری می‌شوند. از این جانور در متون فارسی میانه با نام «خربُز» (xar-buz) یاد شده‌است.

## زیستگاه
تیز شاخ عربی معمولاً در دشت‌های خشک و بیابان‌ها زندگی می‌کند. با این حال در دامنه‌های سنگی و برس‌های ضخیم نیز یافت می‌شود. زیستگاه آنها بصورت کلی شامل دشت‌های شنی صاف و مواج است، که توسط وادی‌های کم عمق و فرورفتگی‌ها متقاطع شده‌اند و همچنین تپه‌های شنی در حاشیه بیابان‌های شنی که دارای پوشش گیاهی متنوعی از درختان، درختچه‌ها، و علف‌ها هستند.

### عادات غذایی
تیز شاخ‌های عربی معمولاً از انواع مختلف علف‌ها و درختچه‌های موجود در زیستگاهای خشکشان استفاده می‌کنند. آنها برای نوشیدن به سمت رودها و چاله‌های آب می‌روند. و هنگامی که آب در دسترس نباشد، آنها می‌توانند رطوبت را از منابعی مانند خربزه و پیازهای آبدار هم بدست آورند، که گاهی برای مدت طولانی هم کافیست.

## ظاهر
طول سر و بدن تیز شاخ عربی از ۱۵۳ تا ۲۳۵سانتی متر متغیر است. طول دم بین ۴۵ تا ۹۰ سانتی‌متر و ارتفاع شانه ۹۰ تا ۱۴۰ سانتی‌متر است. یال آنها از سر تا شانه‌ها امتداد دارد و دم آنها تافت است. نرها یک دسته مو روی گلو دارند. هر دو جنس دارای شاخ‌هایی به طول بین ۶۰تا ۱۵۰سانتی‌متر هستند. شاخ ماده‌ها معمولاً بلندتر و نازک‌تر از شاخ نرها است. به‌طور کلی، رنگ بزرگسالان (بالغ ترها) از کرمی گرفته تا خاکستری و قهوه‌ای متفاوت است و ممکن است دارای علائم سیاه و قهوه‌ای نیز باشند. جوان ترها دارای سایه‌های قهوه ای ای هستند و روی دم و زانوهای خود نیز علامت‌هایی دارند.

## رفتار و طول عمر
زمان تولید مثل تیز شاخ عربی متفاوت است. با این حال در شرایط مساعد یک ماده می‌تواند در طول یک سال هر ماه یک گوساله به دنیا بیاورد. بیشترین زاد و ولد ثبت شده در میان گله‌های در عمان و اردن از ماه اکتبر تا مه رخ داده‌است. دوره بارداری در این گونه حدود ۲۴۰ روز است. بچه‌ها در ۴/۵ ماهگی از شیر گرفته می‌شوند و ماده‌های نوجوان اولین زایمان خود را در سنین ۲/۵ تا ۳/۵ سالگی انجام می‌دهند. طول عمر این حیوانات در حدود۲۰سال است.
آنها فرورفتگی‌های کم عمقی را در زمین زیر درختچه‌ها و درختان برای استراحت کردند و استفاده از سایه حفر می‌کنند. آنها قادرند بارندگی را حتی از فاصله دور تشخیص دهند و در جهت رشد گیاهان تازه حرکت کنند. تیزشاخ‌های عربی گاهی مسیرهای طولانی را برای یافتن غذا طی می‌کنند.
طبق یک گزارش در عمان در سال ۱۹۸۳ گله ای تیز شاخ عربی از محدوده ای در حدود ۳۰۰۰ کیلومتر مربع استفاده می‌کرد است.
تیز شاخ‌های عربی حیواناتی جمعی و اجتماعی هستند. اندازه طبیعی گروه آنها ۱۰ حیوان یا کمتر است، اما در یک گله ۱۰۰ راس هم دیده شده‌است. گله‌ها اکثراً متشکل از یک نر بالغ غالب و چندین ماده بالغ و جوان هستند. آنها حیواناتی هوشیار، محتاط و تیزبین توصیف شده‌اند. آنها با پایین آوردن سر خود به گونه ای که شاخ‌های تیزشان به سمت جلو باشد از خود دفاع می‌کنند.

## اهمیت برای انسان‌ها و تکریم
غزال عربی حیوان ملی اردن، عمان، امارات متحده عربی، بحرین و قطر است. غزال عربی همچنین نام چندین کسب و کار در شبه جزیره عربستان به ویژه المها ایرویز و شرکت المها پترولیوم است. یک تیزشاخ قطری به نام اوریکس به عنوان نماد رسمی بازی‌های آسیایی ۲۰۰۶ دوحه انتخاب شد. همنچنین نماد قطر ایرویز است و بر روی دم هواپیماهای متعلق به شرکت هواپیمایی قطر ایرویز نشان داده شده است.

## وضعیت حفاظت

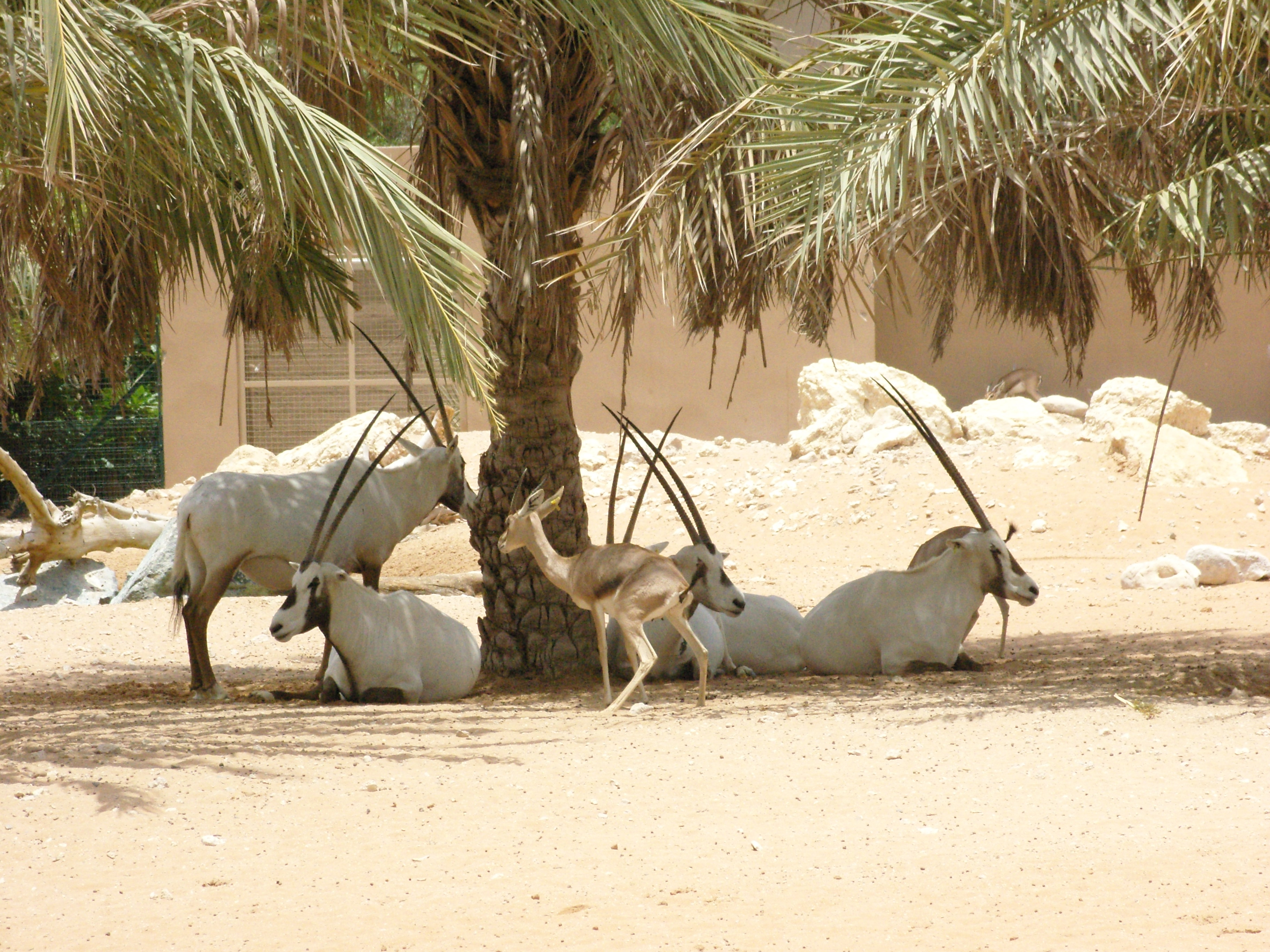
گله تیزشاخ‌ها در حال استراحت در زیر سایه درخت نخل

تا سال ۱۹۷۲ تمام تیز شاخ‌های عربی در طبیعت از بین رفتند. البته گزارش‌های تأیید نشده‌ای از مشاهده شدن این حیوان در اواخر سال ۱۹۷۹ وجود دارد. از سال۱۹۵۰ که بقای این گونه در وضعیت بحرانی قرار گرفت، تلاش‌هایی در چندین کشور عربی برای ایجاد گله‌های در اسارت انجام شد. در سال ۱۹۶۲ تعدادی از تیز شاخ‌های عربی از طبیعت گرفته شده و به ایالات متحده فرستاده شدند. با تلاش‌های بین‌المللی برای اصلاح نژاد، معرفی و بازگشت مجدد به طبیعت، مانند عمان در سال ۱۹۸۲، اردن در سال ۱۹۸۳ و مرکز عربستان سعودی در سال ۱۹۹۰، در حال حاضر تقریباً ۵۰۰ راس در حیات وحش وجود دارد. که ۳۰۰ راس آن در شبه جزیره عربستان زندگی می‌کنند. همچنین بیش از ۲۰۰۰ راس از این گونه در جاهای دیگری مانند باغ وحش‌های فونیکس و سن دیگو نگهداری می‌شوند.

## نگارخانه

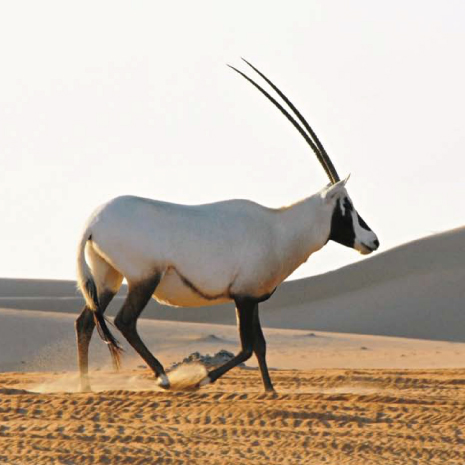
در ابوظبی امارات
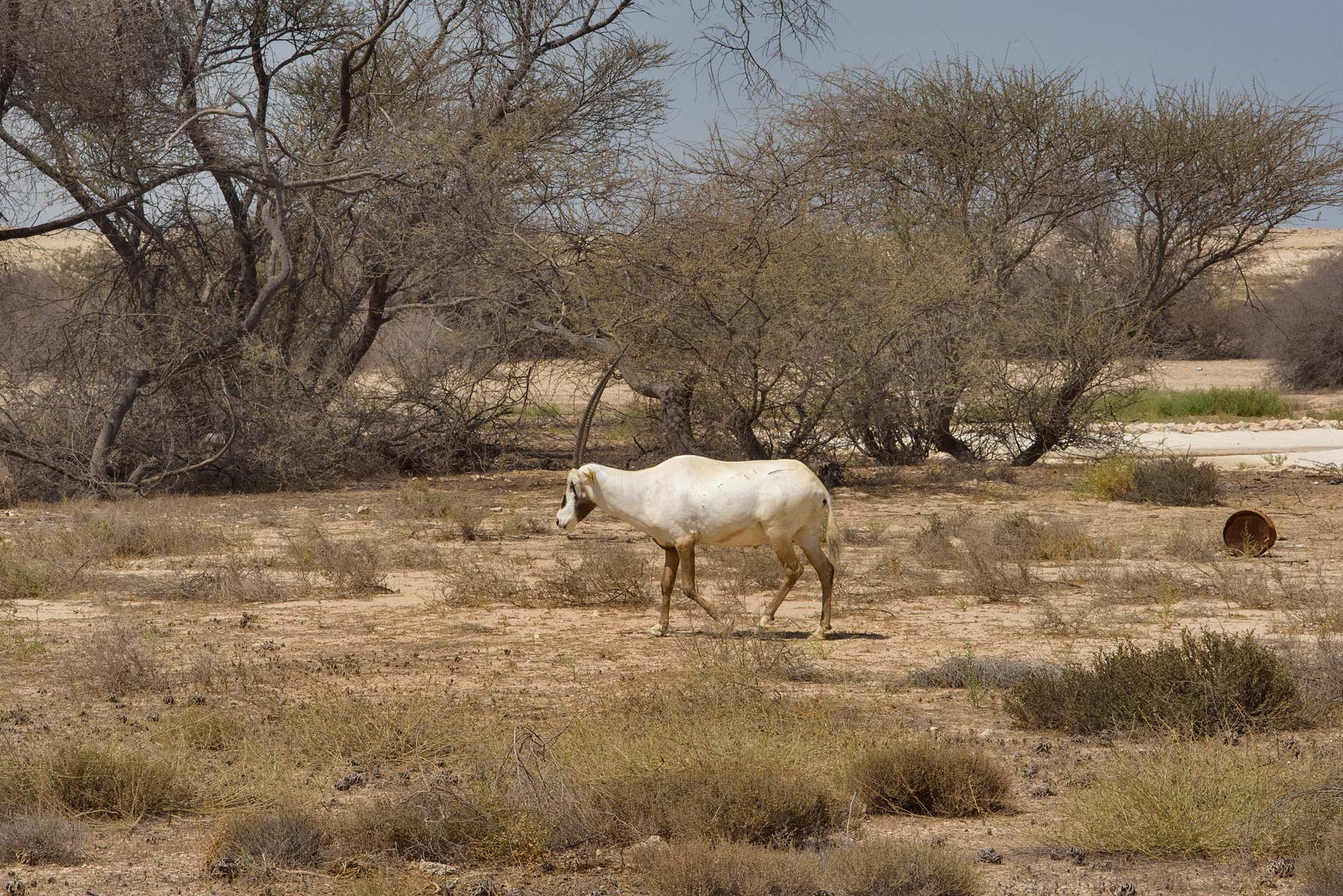
در دخان قطر
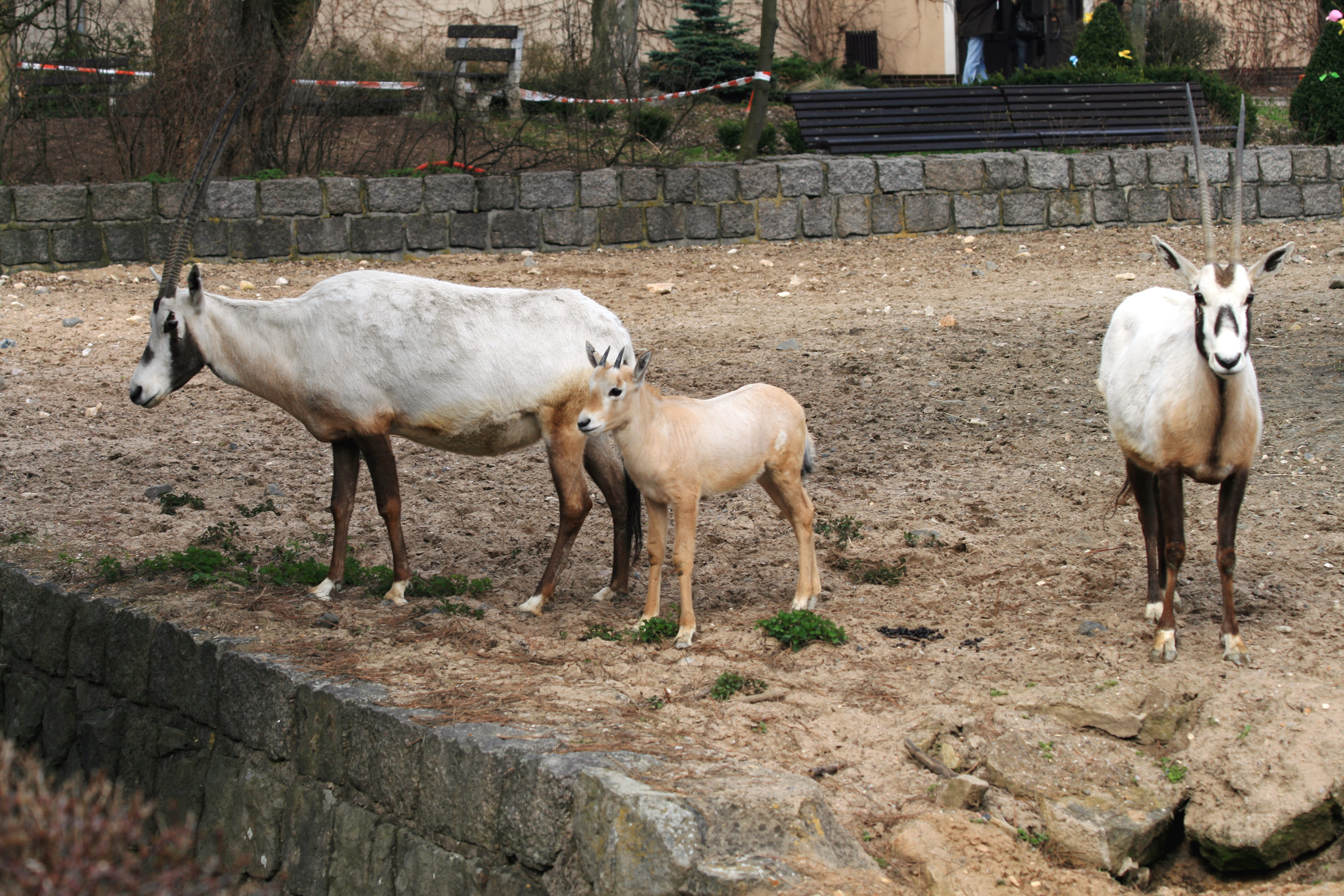
باغ وحشی در جمهوری چک
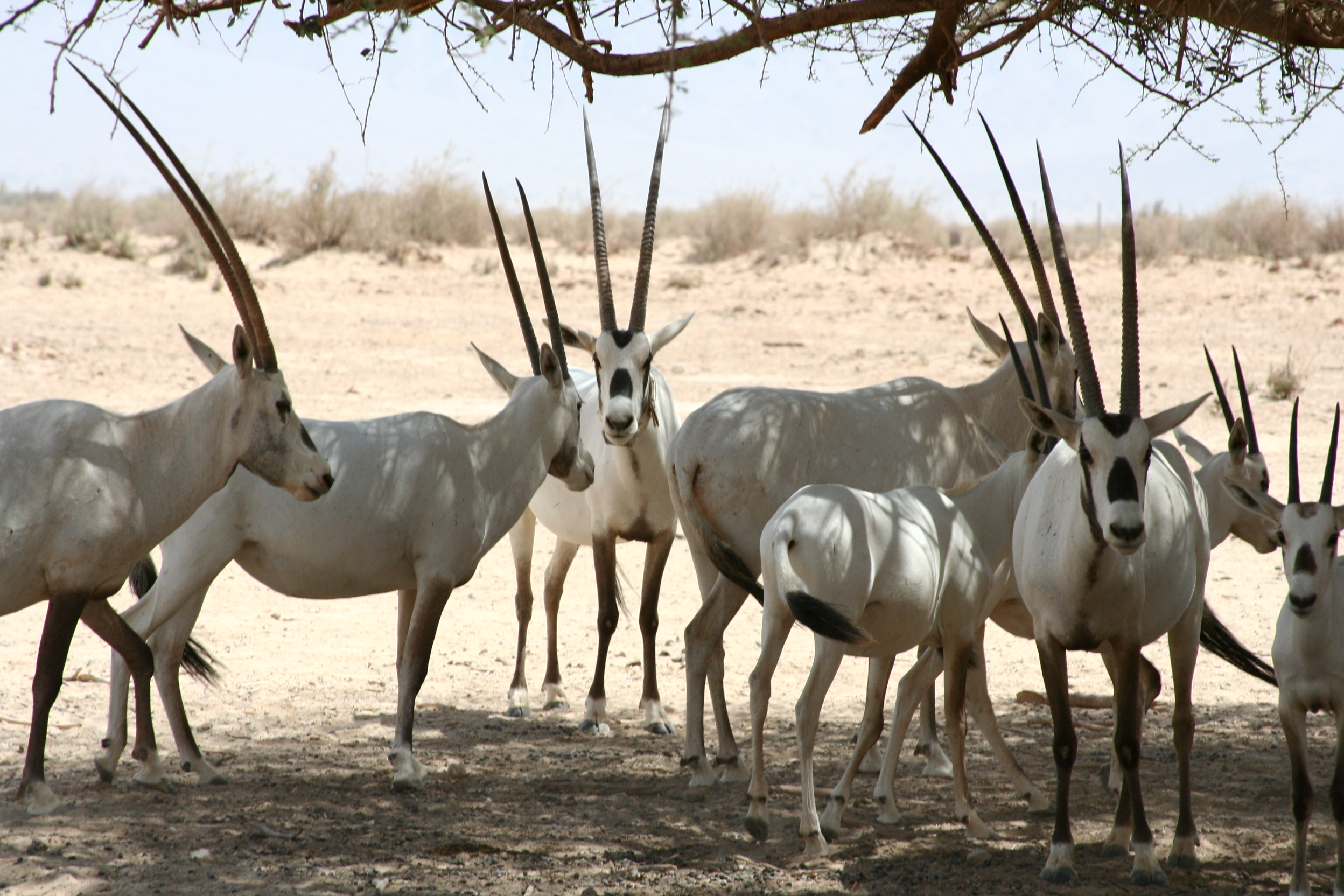
منطق حفاظت شده ای در اسرائیل